# Vlaggenmonument
Het Vlaggenmonument is een kunstwerk in Amsterdam-Zuidoost.
Marte Röling creëerde voor het Amsterdams Medisch Centrum deze vlaggenmast rond 1984. Deze vlaggenmast bestaat uit een vlag die verfomfaaid rond een betonnen mast is gedrapeerd. Het zou een persiflage/hommage zijn aan wapperende vlaggen op allerlei (overheids)gebouwen. Het geheel is opgetrokken uit beton en polyester. Röling zei destijds dat ze het liefst grote objecten maakte, deze is tien meter hoog en de vlag heeft een doorsnede van drie meter.
Röling maakte ook voor Den Haag een Vlaggenmonument, zes blauwe palen waarop ook verfomfaaide vlaggen hangen. Ook Deventer heeft een soortgelijk kunstwerk, dat Draperie heet.

## Afbeeldingen

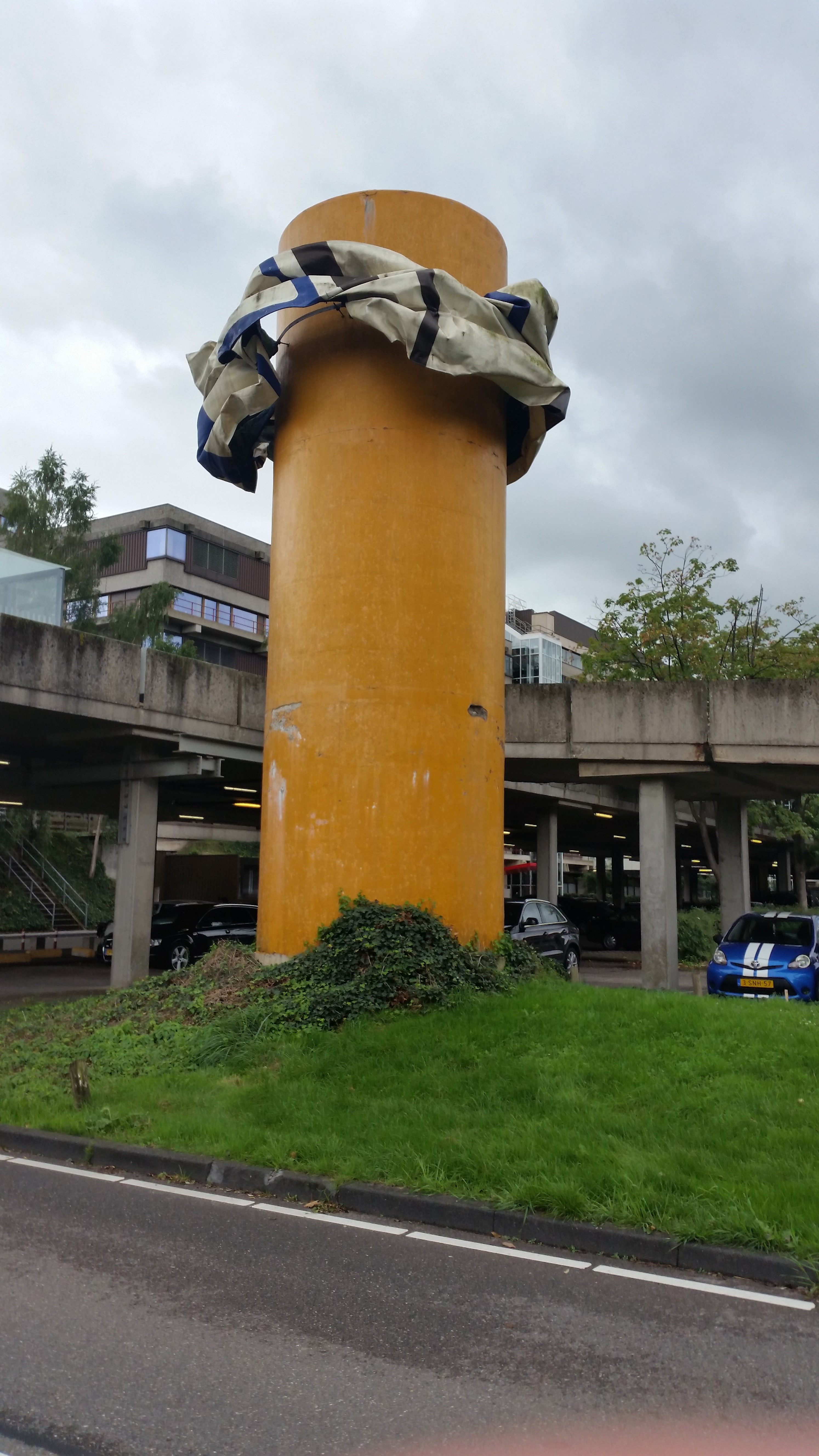
Vlaggenmonument Amsterdam
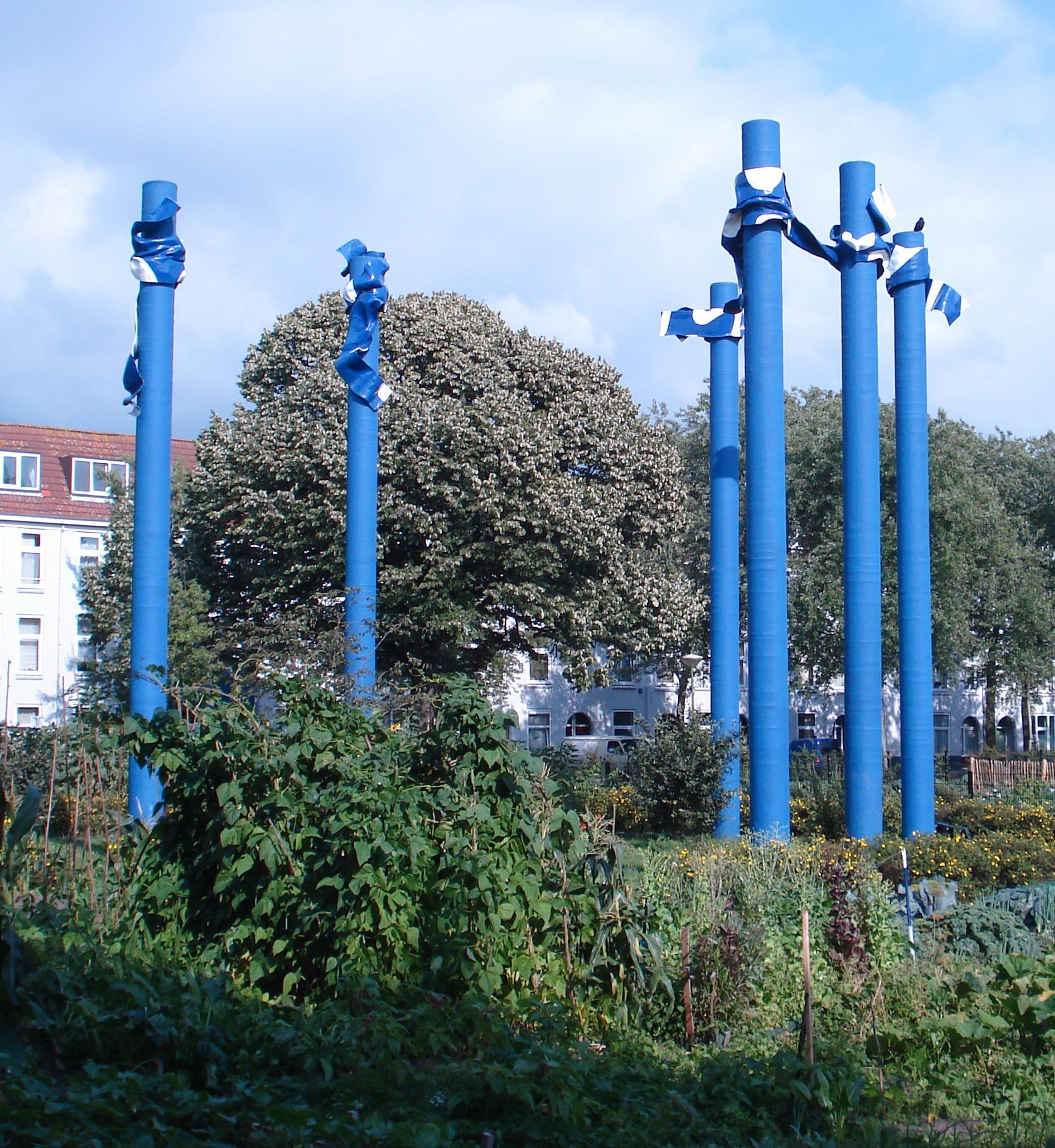
Vlaggenmast Den Haag
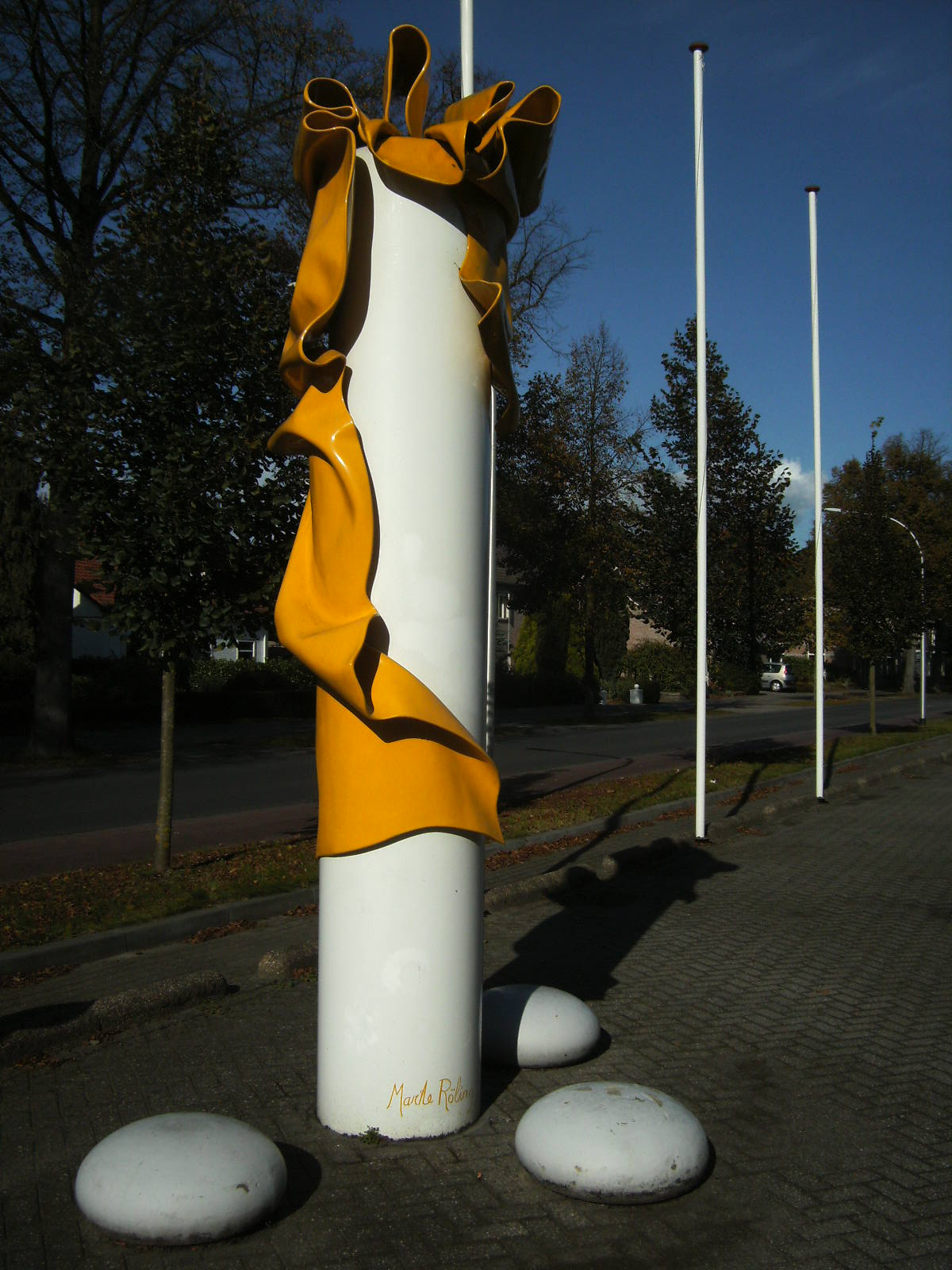
Draperie Deventer